# Pescasseroli
Pescasseroli là một đô thịthuộc tỉnh L'Aquila trong vùng Abruzzo của Ý. Đô thị này có diện tích 92 km², dân số 2124 người. Các đô thị giáp ranh: Alvito (FR), Bisegna, Campoli Appennino (FR), Gioia dei Marsi, Lecce nei Marsi, Opi, San Donato Val di Comino (FR), Scanno, Villavallelonga